# Ivo Pospíšil (hudebník)
Ivo Pospíšil (* 13. července 1952 Praha-Klukovice) je český hudebník. V 70. letech byl členem kapel DG 307 a The Old Teenagers. V roce 1979 spoluzaložil skupinu Garáž. Tu opustil v roce 1993 (kapela následně pokračovala pod anglickým názvem Garage). Později hrál například v kapele Ivana Krále (mj. s ním nahrál alba Dancing Barefoot a Erotická revue). Dosud působí pod pseudonymem Tea Jay Ivo jako diskžokej. V roce 2015 vydal autobiografickou knihu Příliš pozdě zemřít mladý ve spolupráci s Vladimírem Juráskem. Později vznikla také audiokniha, kterou načetla herečka Renata Rychlá.